# Fédération de Bulgarie de hockey sur glace
La Fédération bulgare de hockey sur glace (Bulgare : Българска Федерация по Хокей на Лед) est l'organisme officiel qui gère le hockey sur glace en Bulgarie.
La BIHF est devenu membre de la Fédération internationale de hockey sur glace le 25 juillet 1960.
Elle a sous sa tutelle les différentes équipe de Bulgarie de hockey sur glace (senior, junior, moins de 18 ans, féminines).
Elle organise différentes compétitions de clubs dont le championnat national.